# 846 Lipperta
846 Lipperta, asteroid glavnog pojasa. Otkrio ga je K. Gyllenberg, 26. studenog 1916.

## Vanjske poveznice
- Minor Planet Center